# 73 (getal)
73 (drieënzeventig) is een oneven natuurlijk getal volgend op 72 en voorafgaand aan 74.
In de Franse taal (vooral in Frankrijk) is het getal 73 samengesteld uit meerdere telwoorden: soixante-treize (60+13). Andere Franstaligen, zoals de Walen en de Zwitsers, gebruiken: septante trois.

## In dewiskunde
- 73 is het 21e priemgetal in de lijst van priemgetallen. Het vormt een priemtweeling met 71.
- 73 is een viervoud plus 1, zodat dit priemgetal volgens de stelling van Fermat over de som van twee kwadraten kan worden geschreven als de som van twee kwadraten: {\displaystyle (3^{2}+8^{2})}.
- In binair schrift is 73 een palindroomgetal: 1001001.
- Ook in octaal schrift is 73 een palindroomgetal: 111.
- 73 is het kleinste getal {\displaystyle k} waarvoor geldt dat {\displaystyle (19^{k}-3^{k})/16} een priemgetal is.[1]

## Overig
drieënzeventig is ook:
- Het jaar A.D. 73 en 1973.
- Het atoomnummer van het scheikundige element Tantalium (Ta).
- De 73e dag van het jaar is 14 maart oftewel pi-dag en de geboortedag van Albert Einstein
- In morsecode zijn 7 en 3 elkaars tegengestelde: --... (7) en ...-- (3)
- In de morsetelegrafiewereld staat de afkorting "73" voor: "kind regards". Ook bekend als Phillips Code.[2][3]

## Op televisie
Dr Sheldon Cooper in The Big Bang Theory, gespeeld door acteur Jim Parsons, zei: "Het beste getal is 73. Waarom? 73 is het 21e priemgetal. Het omgedraaide (37) is het 12e priemgetal en het spiegelbeeld daarvan (21) is het product van, hou je vast, 7 en 3. ... Binair geschreven is 73 een palindroom, 1001001, die gespiegeld 1001001 is."